# Agents de dégradation du bois

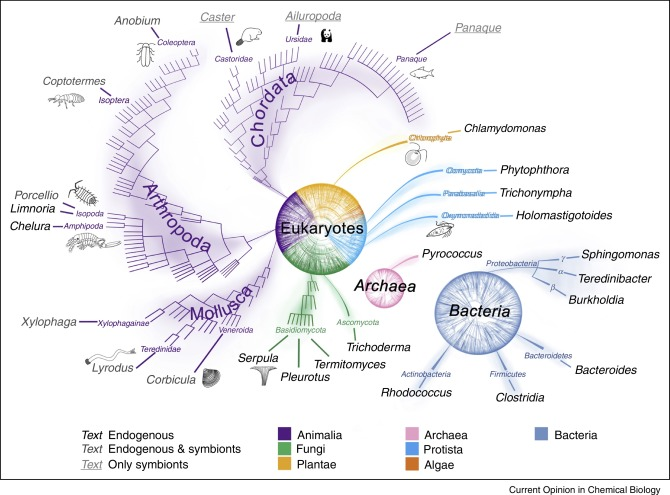
Agents biotiques ayant une activité lignocellulolytique, mappés sur l'arbre phylogénétique.

Les agents de dégradation du bois sont les facteurs abiotiques ou biotiques qui vont conduire au vieillissement ou à la destruction du bois. Les atteintes au bois sont de nature biotique (bactéries, champignons, ravageurs xylophages) et abiotique matérielles (eau, oxygène, pollutions diverses, poussières, goudrons, etc.) ou énergétiques (radiation: irradiation solaire, ultraviolette, visible, infrarouge; vent sous forme laminaire ou turbulente , etc.).

## Présentation
Le bois est un matériau naturellement durable, reconnu pour ses propriétés techniques et structurelles polyvalentes et attrayantes. Le bois dans un environnement favorable peut durer des siècles (voir des milliers d'années) . Cependant, à l'instar de tous tissus biologiques, le bois naturellement se dégrade, puis se décompose. Au premier chef le bois tombé sur le sol et exposé aux intempéries.
Il peut être aussi l'objet d'attaques par des insectes qui vont se nourrir ou habiter le bois.
Lorsque le bois d’œuvre est exposé à l'extérieur, au-dessus du sol, une combinaison complexe de facteurs chimiques, mécaniques et énergétiques contribue à ce qu'on appelle « le vieillissement du bois ». Les intempéries et autre facteurs environnementaux peuvent nuire aux surfaces, modifier les propriétés mécaniques et à l'apparence des structures en bois.
Pour les structures historiques, en même temps qu'on parle de « conservation » et de « traitements conservateurs des bois », il faut aussi parler « exposition aux intempéries ».
Enfin le bois exposé à des conditions précises d'humidité et d'exposition à l'air pourrit, résultat de l'action de certains champignons, dans une moindre mesure des bactéries.

## Cycles de vie du bois
La forêt peut être considérée comme un système industriel, qui comprend toutes les activités forestières, et comme un système naturel, qui est l'intersection des principaux cycles biogéochimique (les cycles du carbone, cycle de l'hydrogène, de l'azote, du phosphore, du potassium sont concernés). Lors du processus de conversion des graines en bois, la forêt utilise l'énergie et les matières provenant du milieu environnemental, et génère des émissions dans ce même milieu. Le bois va être récolté; ou non et il retournera à l'environnement. Ainsi tout arbre est condamné à disparaître absorbé par l'environnement, ou soustrait par l'industrie pour ses besoins.
Une partie de l'action de l'homme consiste pour différentes utilisations du bois, à le soustraire aux cycles naturels qui vont conduire à sa décomposition ; ce qui se fait au moment de la croissance de l'arbre, lors l'exploitation des grumes, en forêt particulièrement dans le stockage prolongé des grumes (le stockage humide a la préférence pour un stockage prolongé hors climat hivernal), en scierie (le stockage « à sec » à la préférence pour les bois débités), dans la mise en œuvre des bois et enfin dans la maintenance et dans la pérennisation des bois ouvrés.
Quelquefois aussi pour d'autres objectifs, l'action de l'homme vise à favoriser ces phénomènes de décomposition (chronoxyle, etc.). Les champignons décomposeurs sont sensibles au degré de naturalité des forêts : ainsi les forêts anciennes concentrent une richesse en polypore 38 à 80% supérieure au forêt cultivées.

## Arbre sur pied
La duraminisation, chez les végétaux ligneux, la transformation par dévitalisation complète de l'aubier en bois de cœur, en duramen peut être vue comme un traitement de préservation naturel appliqué par l'arbre vivant à son bois parfait. Dans le duramen les cellules sont mortes, passives devant le danger. Dans un arbre vivant, les cellules de l'aubier peuvent réagir en cas d'agression biologique ou de déshydratation. Dans les arbres creux, le duramen a été dévoré tandis que l'aubier assure la survie de l'arbre.

## Décomposition du bois

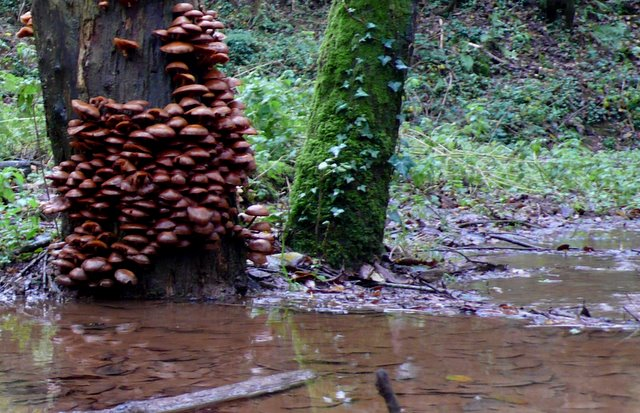
Arbre sur pied et champignons. Bassin du Dart, Angleterre.

Le règne fongique qui participe le plus à la dégradation organique (pourriture du bois), à la production d'humus, et au cycle du carbone, établit son assise sur des organismes morts (la nécromasse), aussi des arbres tombés au sol (bois mort), aussi des arbres sur pieds. Un bois n'est jamais imputrescible. Tout au plus certains bois vont présenter une résistance à la pourriture — même en condition chaude, humide et aérée, l'environnement le plus favorable au développement des champignons — qui vont leur permettre de demeurer à l’extérieur, et un temps du moins, conserver certaines des propriétés physiques qui les font rechercher dans l'industrie.
Les champignons nécessitent de l'air, et de l'humidité, mais pas trop d'humidité; le bois mort immergé dans l'eau, les champignons sont inexistants; ce qui à toutes sortes de conséquences pour la tenue des bois en conditions humides (conduites d'eau en bois, stockage humide des grumes, morta, pillotis, etc.).
L'infestation des bois par les champignons se produit principalement à partir de spores, et la période d'infestation la plus active coïncide avec le moment de la production la plus active de champignons, qui se passe dans les pays septentrionaux essentiellement au printemps, en été ou en automne, plus rarement en hiver. Les champignons vont se développer chaque fois que les conditions d’humidité et de chaleur vont être réunies, principalement en automne et au printemps. La présence simultanée de conditions optimales de décomposition et d'un degré élevé d'inoculation avec des champignons de décomposition matures est probablement plus rare dans les milieux artificiels créés par l'homme tels les bâtiments. D'autre-part dans le bâtiment les conditions favorables au développement des champignons peuvent se retrouver toute l'année.
Il existe principalement deux grandes catégories de champignons parasitant les arbres: les champignons saprophytes qui se nourrissent d’arbres en décomposition et les champignons lignivores qui se nourrissent de matière organique vivante, c'est-à-dire la cellulose et la lignine des arbres.
La germination des spores se déroule rapidement aux conditions optimales d'humidité et de température. Dans les bois ouvrés, pour la plupart des champignons de décomposition, des conditions d'humidité optimales signifient une teneur en humidité supérieure au point de saturation des fibres (généralement autour de 25 à 30%), mais bien en dessous de la condition gorgée d'eau (situation imbibée). Les températures optimales pour la plupart des champignons de décomposition se situent entre 21 et 32 °C. Le bois et les produits à base de bois non traités ne se décomposeront pas s'ils sont mouillés par intermittence pendant de courtes périodes à des teneurs en humidité supérieures à la saturation en fibres ou s'ils sont mouillés à de tels niveaux pendant des périodes de quelques mois lorsque la température est basse.

## Vieillissement du bois
La décomposition du bois, qui résulte de l'action d’organismes (champignons lignivores, bactéries) pendant une période prolongée en présence d’humidité, ne doit pas être confondu avec le vieillissement du bois. Dans des conditions propices à la pourriture, le bois peut se détériorer rapidement, et le résultat est différent de celui observé pour les effets des intempéries.
La dégradation du bois par tout agent biologique ou physique modifie certains des composants organiques du bois. Ces composants sont des polysaccharide (cellulose, hémicellulose) et les composés phénoliques (lignine),. Les facteurs environnementaux « oxygène, eau, soleil », conduisent à une dégradation (synergie photolyse/hydrolyse), une fragmentation des molécules de lignine et une dépolymérisation des polysaccharides, des changements micro-structuraux s'ensuivent qui incluent la suppression des lamelles mitoyennes, la destruction des ponctuations aréolées et la perte de cohésion entre les couches de la paroi cellulaire; s'ensuivent des modifications physiques telles que rugosité de surface et élimination préférentielle des tissus de densité inférieure; suivis par érosion, – généralement par la pluie de fragments de bois altérés et de fibres entières – et l'exposition consécutives de tissus frais pour un nouveau cycle. Le mouvement hydroscopique et le mouillage direct dus à l'eau donnent lieu à gauchissement, fendage, etc. ajoutent leur lot de modifications physiques.
Ces réactions chimiques et modifications mécaniques se produisant dans le matériau cellulosique entrainant des effets dommageables sur les bois : changement de couleur et décoloration, échauffures, érosion de surface, perte de propriétés mécaniques du bois et perte de poids. En règle générale, le processus de vieillissement et l'attaque par les moisissures stimulent la décomposition du bois, car les fragments de composants de la cellulose, tels que l'holocellulose dépolymérisée (des glucides) et les composés phénoliques de faible poids moléculaire produits lors du vieillissement, sont facilement utilisés par les champignons responsables de la décomposition du bois.

## Situation gorgée d'eau

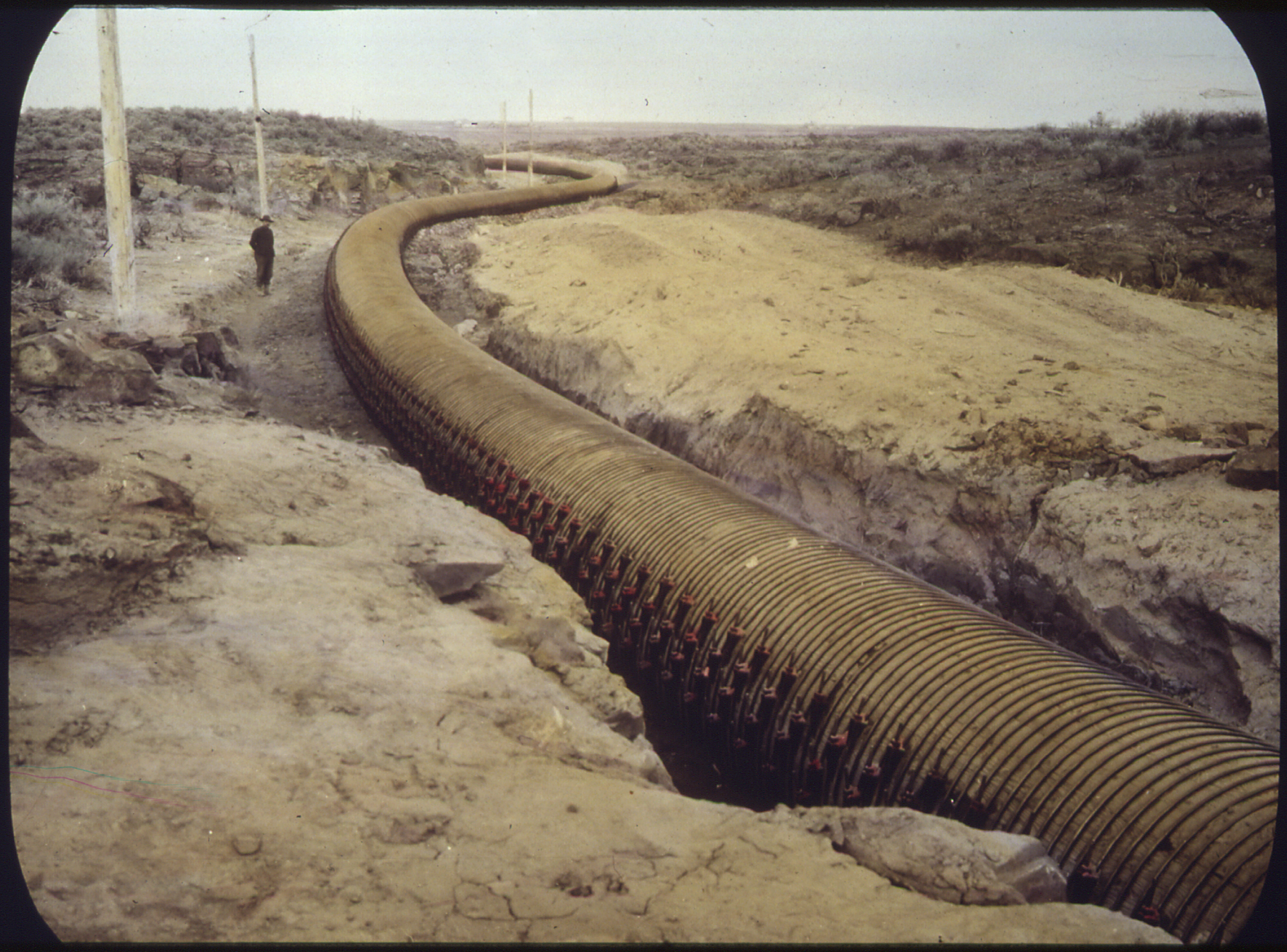
Yakima Project - Pipeline en bois

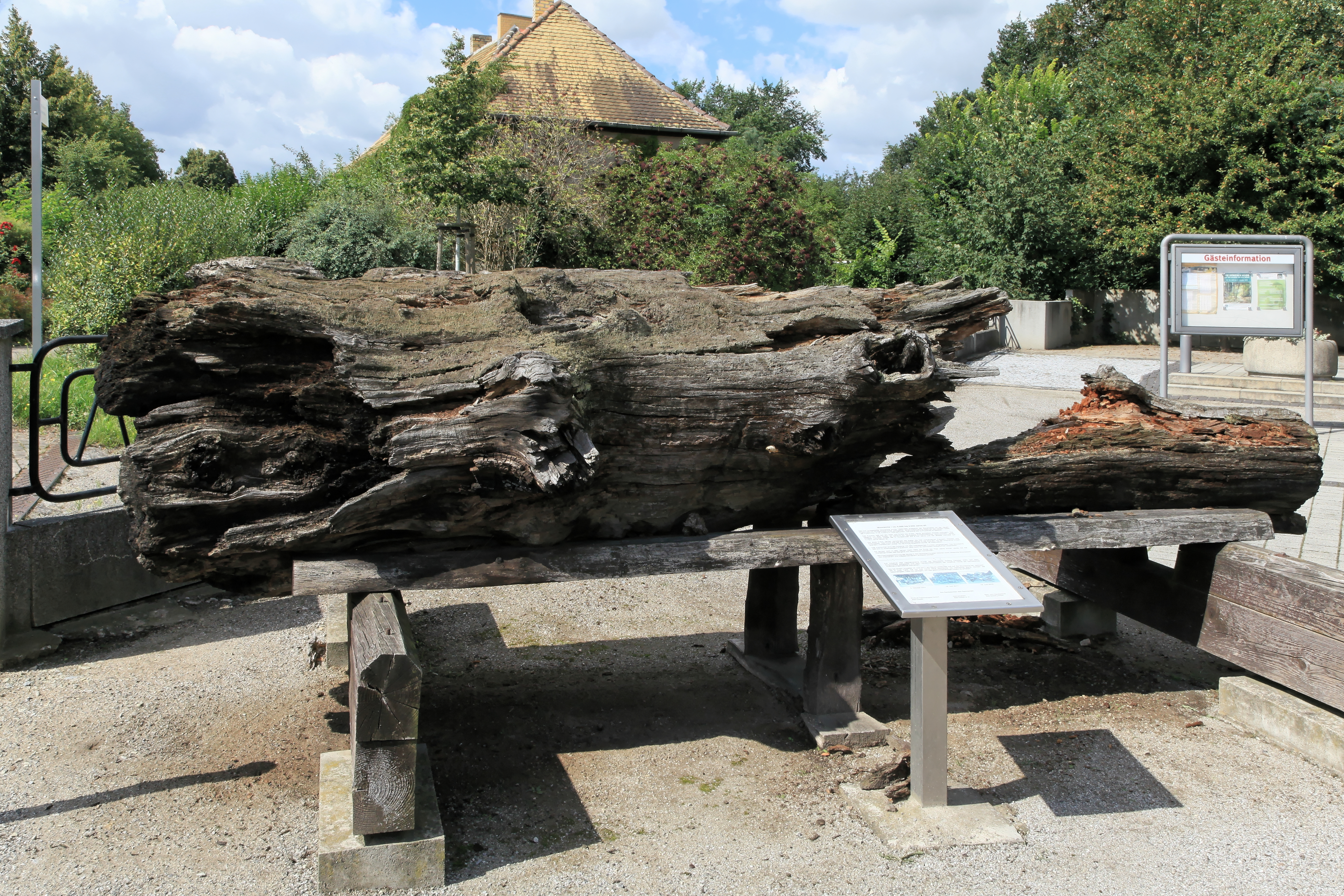
Chêne des marais, en Mooreiche. Le lieu de la découverte suggère un âge de 6000 à 8000 ans (holocène récent). La zone autour de Bad Düben en Saxe est connue pour ses découvertes de chênes silicifiés (chênes des marais), utilisant la méthode de datation par le carbone 14 leur âge estimé va de 6000 ans à 11500 ans.

Un bois immergé dans l'eau est totalement protégé des attaques fongiques. Sans accès à l'air (à l'oxygène), un champignon ne peut subsister et la décomposition fongique ne peut se produire. Par contre les bactéries peuvent se développer mais leur action est limitée; c'est d'autre-part le principal facteur menant à la dégradation des bois en milieu immergé. Un bois dans des conditions anoxiques et gorgées d’eau peut donc se conserver pendant une longue période, voir une période illimitée.
L'immersion dans l'eau est l'un des moyens par lesquels un bois va pouvoir franchir les temps historiques.
Le bois qui est resté dans l'eau de manière prolongée devient « bois gorgé d'eau » et en tant qu'objet archéologique gorgé d'eau il va intéresser l'archéologie subaquatique ou sous-marine; les arbres longtemps immergés dans les marais vont prendre le nom de « morta », un matériau qui va intéresser l'ébénisterie. Cette vertu protectrice de l'eau va être employée à différents usages : dans la marine en bois historiques les œuvres vives des navires (la partie immergée de la coque), très rapidement imbibées d'eau vont être préservées des attaques fongiques, quand les œuvres mortes y seront exposées. Dans les conduites d'eau en bois - des simples fûts de bois percés dans leur longueur, jusqu'au pipelines en cyprès redwood d'Amérique du Nord, créés par cerclage de douelles – le bois n'est souvent pas autrement protégé que par l'eau elle-même qui imbibe le bois. Le stockage humide des grumes ou l'enclavation des bois de marine permet par immersion ou aspersion de protéger les bois des attaques fongiques dans les domaines de la foresterie ou de la construction navale; le bûcheronnage subaquatique exploite des arbres qui dans différentes circonstances ont été abandonnés depuis longtemps sous l'eau.

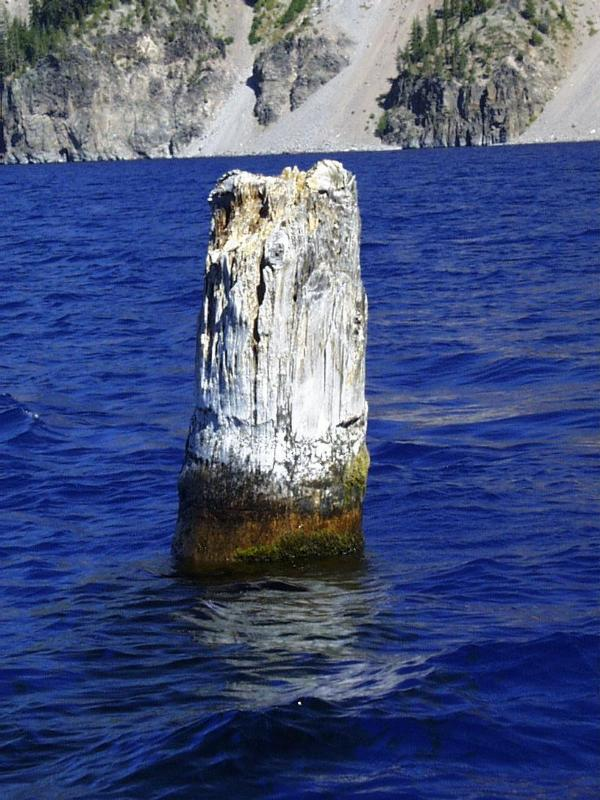
Old Man of the Lake - Crater Lake National Park - Un célèbre tronc submergé flottant en Oregon daté préliminairement à 450 ans. La photodégradation est responsable de sa couleur blanche, pour la partie émergée.

Les exemples sont connus de bâtiments ou de villes – Venise (Basilique Santa Maria della Salute de Venise, 1 150 657 pieux; Pont du Rialto, 120 000 pieux en orme), Saint-Pétersbourg (Ermitage), Berlin (Palais du Reichstag), Scandinavie (Göteborg, Stockholm, Helsinki) et Pays-Bas (Paleis op de Dam 13 659 pieux en pin de la Forêt-noire) – construits sur des forêts de pieux immergés et qui n'ont jamais sombré dans les eaux, par la seule vertu protectrice de l'eau. Les pieux en bois constamment immergés dans les nappes phréatiques courent très peu de risque; mais la bétonisation des villes, qui se traduit par la multiplication des surfaces imperméabilisées, les pompages pour les besoins industriels, la création de drainages ou de réseaux d'égouts peuvent conduire à un abaissement du niveau des nappes et exposer les fondations en bois à des dégradations.
Dans les années 1990, de plus en plus de fondations en bois à Haarlem (Pays-Bas) ont été découvertes où des pieux avaient été sérieusement endommagés par une attaque biologique. Contrairement à la dégradation fongique pour laquelle l'impact économique était connu depuis longtemps, celle effectuée par les bactérien n'a fait l'objet d'investigations que très récemment. Cette dégradation est effectuée par des bactéries de type Cytophaga. Les bactéries dégradant le bois sont présentes dans tous les environnements aqueux.

## En milieu sec

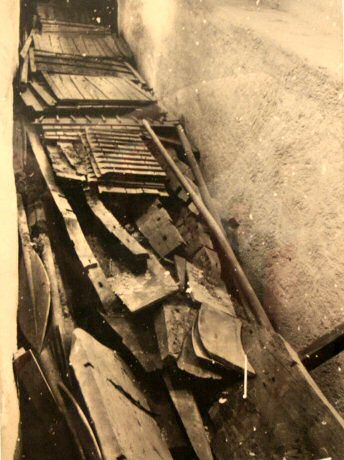
Barque solaire de Khéops,- 2500

Encore une fois un champignon a besoin d'humidité pour se développer. Dans un milieu sec, le bois se conserve plutôt bien s'il n'est pas la proie des insectes ou d'autres facteurs abiotiques; témoin remarquable la barque solaire de Khéops, découverte en 1954, elle a plus de quatre mille ans. La dendrochronologie a déterminé que les arbres utilisés par la plus ancienne charpente romane française recensée, en l'église Saint-Georges-sur-Loire de Rochecorbon, ont été abattus (et assemblés) en 1028.
Les spores fongiques ne germent pas volontiers dans un bois qui est en-dessous du point de saturation des fibres soit de 27 à 28%. Cependant, le bois ne peut être considéré comme totalement à l'abri des attaques avant de contenir moins de 20 à 22% d'humidité. L'humidité du bois est rarement tout à fait uniforme, et pour une moyenne donnée de 25 pour cent il est probable que les parties profondes sont beaucoup plus humides.

## En milieu humide et aéré
Défavorable à la conservation du bois, la situation humide prolongée et aérée est favorable au développement des champignons. Dans ce cas, la température peut être déterminante, etc.

## Autre conditions

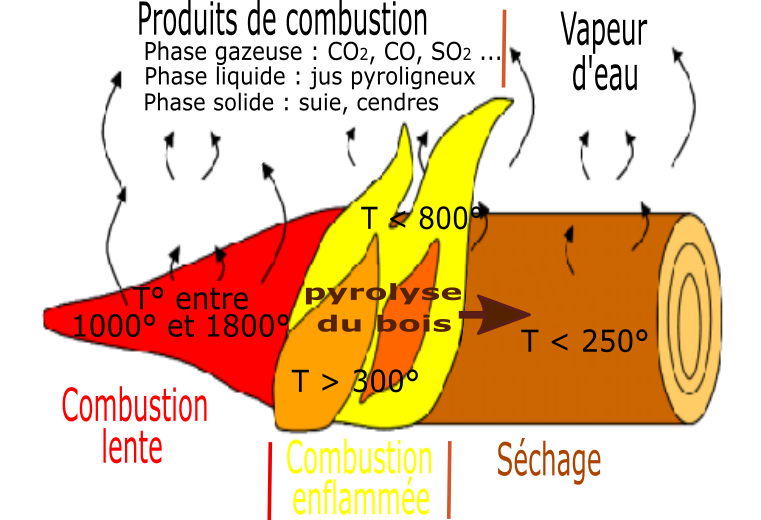
Schéma de combustion du bois : combustion vive avec flammes et combustion lente avec braises incandescentes.

Il existe quantité d'environnements pour lesquels le bois va se comporter de telle ou telle façon. Au contact du feu par exemple, le bois va se comporter différemment suivant la température du feu et la présence d'oxygène. Dans une atmosphère pauvre en oxygène à des températures de l'ordre de 250 à 500 °C, par pyrolyse, le bois se transforme en bois carbonisé (charbon de bois); ce bois transformé va constituer une couche protectrice isolante qui va dans certains cas empêcher la combustion complète du bois. Au-dessus de 500 °C, le bois se transforme en cendres et a beaucoup moins de chances de se conserver.